# ディナラ・サフィナ
ディナラ・ミハイロヴナ・サフィナ（Dinara Mikhailovna Safina, ロシア語: Дина́ра Муби́новна Са́фина または Дина́ра Миха́йловна Са́фина, 1986年4月27日 - ）は、ロシア・モスクワ出身の女子プロテニス選手。4大大会で2勝を挙げた男子の元世界ランキング1位、マラト・サフィンの妹である。2009年4月20日から世界ランキング1位になり、“兄妹世界1位”を実現させた。
4大大会では2007年の全米オープン女子ダブルスでナタリー・ドシー（フランス）とペアを組んで優勝したが、シングルスで3度の準優勝がある。2008年の北京五輪の女子シングルス銀メダル獲得もある。WTAツアーでシングルス12勝、ダブルスで2007年全米オープンを含む9勝を挙げた。右利き、バックハンド・ストロークは両手打ち。身長182cm、体重70kgで、兄とよく似た長身の体格を持つ。

## 来歴
ジュニア時代、2001年のウィンブルドン女子ジュニア部門で準優勝がある。兄のマラトは、前年の2000年に全米オープン男子シングルス優勝者となり、ディナラがジュニア準優勝した2001年ウィンブルドン大会ではベスト8に入った。2002年から女子プロテニスツアーに参戦を開始し、同年7月にポーランド・ソポトの大会で早々とツアー初優勝を果たす。同年の全米オープンで4大大会にデビューし、2回戦で第1シードのセリーナ・ウィリアムズに挑戦した。2005年は2月の「パリ・インドア選手権」と5月のチェコ・プラハの大会で年間2勝を挙げた。
2006年の全豪オープンでは2回戦敗退に終わったが、女子ツアー大会での上位進出が大幅に増えた。5月にイタリア・ローマで行われた「イタリア国際選手権」決勝では、当年度からの現役復帰を果たしたマルチナ・ヒンギスに 2-6, 5-7 で敗れた。続く全仏オープンでは4回戦で第4シードのマリア・シャラポワを 7-5, 2-6, 7-5 で破り、初めて4大大会に8強進出を決めたが、準々決勝でスベトラーナ・クズネツォワ（同じくロシアの選手）に 6-7, 0-6 で敗れた。全米オープンではシングルス準々決勝でアメリ・モレスモに 2-6, 3-6 で敗れた後、初めて4大大会ダブルス決勝に勝ち進む。サフィナはカタリナ・スレボトニク（スロベニア）とペアを組み、ナタリー・ドシー（フランス）&ベラ・ズボナレワ（ロシア）組に 6-7, 5-7 で敗れて準優勝になった。
2007年、サフィナは全米オープンの女子ダブルスで（前年度は決勝でネット越しに戦っていた）ドシーとペアを組み、決勝で台湾ペアの詹詠然&荘佳容組を 6-4, 6-2 で破って優勝した。こうして、ディナラも初めての4大大会タイトルを獲得した。
2008年5月の「カタール・テレコム・ドイツ・オープン」で、サフィナは3回戦でジュスティーヌ・エナンを 5-7, 6-3, 6-1 で破って勝ち進み、決勝で同じロシアのエレーナ・デメンチェワを破って優勝した。全仏オープン4回戦で、サフィナは第1シードのマリア・シャラポワを 6-7, 7-6, 6-2 で破ると、準々決勝でデメンチェワ、準決勝でクズネツォワに勝ち、初めての4大大会シングルス決勝進出を決めた。決勝戦では第2シードのアナ・イバノビッチ（セルビア）に 4-6, 3-6 で敗れた。8月の北京五輪では第6シードから決勝に進み、デメンチェワに 6-3, 5-7, 3-6 の逆転で敗れて銀メダリストになった。このオリンピック女子シングルスでは、デメンチェワが金メダル、サフィナが銀メダル、ベラ・ズボナレワが銅メダルを獲得したため、3つのメダルをすべてロシア勢が独占した。全米オープンでは、初進出の準決勝でセリーナ・ウィリアムズに敗れた。全米オープン終了後、日本の東レ パン・パシフィック・オープン・テニストーナメントで初優勝を挙げた。
2009年の全豪オープンで、サフィナは2度目の4大大会女子シングルス決勝進出を決めた。決勝戦ではセリーナ・ウィリアムズに 0-6, 3-6 のストレートで完敗し、ここでも準優勝に終わった。4月20日付の女子テニス世界ランキングで、サフィナはS・ウィリアムズを抜き、初めて1位になった。兄のマラトも2000年秋に男子世界ランキング1位になったことがあり、“兄妹世界1位”を実現させたことになる。全仏オープンでは2年連続2度目の決勝戦に進出したが、同じロシアのスベトラーナ・クズネツォワに 4-6, 2-6 のストレートで敗れ、サフィナは全仏で2年連続・グランドスラムで2大会連続3度目の準優勝に終わった。ウィンブルドンの準決勝では、過去に5度の優勝を誇るビーナス・ウィリアムズに 1-6, 0-6 で完敗した。
2010年は全仏オープンでクルム伊達公子に 6-3, 4-6, 5-7 で敗れ1回戦敗退を喫した。2011年全豪オープンでは1回戦でキム・クライシュテルスに 0-6, 0-6 で1ゲームも奪えずに敗れた。4月末のマドリード大会2回戦でユリア・ゲルゲスに敗れた試合が最後の出場となり、3年後の2014年5月に正式に現役引退を発表した。

## WTAツアー決勝進出結果

### シングルス: 24回 (12勝12敗)
| 大会グレード          | 大会グレード                 |
| 2008年以前            | 2009年以後                   |
| --------------------- | ---------------------------- |
| グランドスラム (0–3)  |                              |
| オリンピック (0-1)    |                              |
| WTAファイナルズ (0–0) |                              |
| ティア I (3-2)        | プレミア・マンダトリー (1-0) |
| ティア I (3-2)        | プレミア5 (1-1)              |
| ティア II (2–0)       | プレミア (0–2)               |
| ティア III (2–3)      | インターナショナル (1–0)     |
| ティア IV ＆ V (2–0)  | インターナショナル (1–0)     |

| 結果   | No. | 決勝日         | 大会               | サーフェス        | 対戦相手                     | スコア            |
| ------ | --- | -------------- | ------------------ | ----------------- | ---------------------------- | ----------------- |
| 優勝   | 1.  | 2002年7月27日  | ソポト             | クレー            | ヘンリエッタ・ナギョワ       | 6–3, 4–0 途中棄権 |
| 優勝   | 2.  | 2003年7月13日  | パレルモ           | クレー            | カタリナ・スレボトニク       | 6–3, 6–4          |
| 準優勝 | 1.  | 2004年10月31日 | ルクセンブルク     | ハード (室内)     | アリシア・モリク             | 3–6, 4–6          |
| 優勝   | 3.  | 2005年2月13日  | パリ               | カーペット (室内) | アメリ・モレスモ             | 6–4, 2–6, 6–3     |
| 優勝   | 4.  | 2005年5月15日  | プラハ             | クレー            | ズザーナ・オンドラスコバ     | 7–6(2), 6–3       |
| 準優勝 | 2.  | 2006年5月21日  | ローマ             | クレー            | マルチナ・ヒンギス           | 2–6, 5–7          |
| 準優勝 | 3.  | 2006年6月24日  | スヘルトーヘンボス | 芝                | ミハエラ・クライチェク       | 3–6, 4–6          |
| 優勝   | 5.  | 2007年1月6日   | ゴールドコースト   | ハード            | マルチナ・ヒンギス           | 6–3, 3–6, 7–5     |
| 準優勝 | 4.  | 2007年4月15日  | チャールストン     | クレー            | エレナ・ヤンコビッチ         | 2–6, 2–6          |
| 優勝   | 6.  | 2008年5月11日  | ベルリン           | クレー            | エレーナ・デメンチェワ       | 3–6, 6–2, 6–2     |
| 準優勝 | 5.  | 2008年6月7日   | 全仏オープン       | クレー            | アナ・イバノビッチ           | 4–6, 3–6          |
| 準優勝 | 6.  | 2008年6月21日  | スヘルトーヘンボス | 芝                | タマリネ・タナスガーン       | 5–7, 3–6          |
| 優勝   | 7.  | 2008年7月27日  | ロサンゼルス       | ハード            | フラビア・ペンネッタ         | 6–4, 6–2          |
| 優勝   | 8.  | 2008年8月3日   | モントリオール     | ハード            | ドミニカ・チブルコバ         | 6–2, 6–1          |
| 準優勝 | 7.  | 2008年8月17日  | 北京五輪           | ハード            | エレーナ・デメンチェワ       | 6–3, 5–7, 3–6     |
| 優勝   | 9.  | 2008年9月21日  | 東京               | ハード            | スベトラーナ・クズネツォワ   | 6–1, 6–3          |
| 準優勝 | 8.  | 2009年1月16日  | シドニー           | ハード            | エレーナ・デメンチェワ       | 3–6, 6–2, 1–6     |
| 準優勝 | 9.  | 2009年1月30日  | 全豪オープン       | ハード            | セリーナ・ウィリアムズ       | 0–6, 3–6          |
| 準優勝 | 10. | 2009年5月3日   | シュトゥットガルト | クレー            | スベトラーナ・クズネツォワ   | 4–6, 3–6          |
| 優勝   | 10. | 2009年5月9日   | ローマ             | クレー            | スベトラーナ・クズネツォワ   | 6–3, 6–2          |
| 優勝   | 11. | 2009年5月17日  | マドリード         | クレー            | キャロライン・ウォズニアッキ | 6–2, 6–4          |
| 準優勝 | 11. | 2009年6月6日   | 全仏オープン       | クレー            | スベトラーナ・クズネツォワ   | 4–6, 2–6          |
| 優勝   | 12. | 2009年7月26日  | ポルトロス         | ハード            | サラ・エラニ                 | 6–7(5), 6–1, 7–5  |
| 準優勝 | 12. | 2009年8月16日  | シンシナティ       | ハード            | エレナ・ヤンコビッチ         | 4–6, 2–6          |

### ダブルス: 16回 (9勝7敗)
| 結果   | No. | 決勝日        | 大会                 | サーフェス        | パートナー                   | 対戦相手                                        | スコア            |
| ------ | --- | ------------- | -------------------- | ----------------- | ---------------------------- | ----------------------------------------------- | ----------------- |
| 準優勝 | 1.  | 2003年1月12日 | キャンベラ           | ハード            | ダヤ・ベダノワ               | エミリー・ロワ タチアナ・ガルビン               | 3-6, 6-3, 4-6     |
| 優勝   | 1.  | 2004年9月26日 | 北京                 | ハード            | エマヌエル・ガリアルディ     | ヒセラ・ドゥルコ マリア・ベント＝カブチ         | 6–4, 6–4          |
| 準優勝 | 2.  | 2004年1月17日 | シドニー             | ハード            | メガン・ショーネシー         | カーラ・ブラック レネ・スタブス                 | 5-7, 6-3, 4-6     |
| 準優勝 | 3.  | 2005年1月10日 | ホバート             | ハード            | アナベル・メディナ・ガリゲス | 晏紫 鄭潔                                       | 4–6, 5–7          |
| 準優勝 | 4.  | 2005年2月7日  | パリ                 | カーペット (室内) | アナベル・メディナ・ガリゲス | イベタ・ベネソバ クベタ・ペシュケ               | 2–6, 6–2, 2–6     |
| 準優勝 | 5.  | 2005年2月14日 | アントワープ         | カーペット (室内) | アナベル・メディナ・ガリゲス | カーラ・ブラック エルス・カレンズ               | 6–3, 4–6, 4–6     |
| 優勝   | 2.  | 2005年6月18日 | スヘルトーヘンボス   | 芝                | アナベル・メディナ・ガリゲス | イベタ・ベネソバ ヌリア・リャゴステラ・ビベス   | 6–4, 2–6, 7–6(11) |
| 優勝   | 3.  | 2006年1月7日  | ゴールドコースト     | ハード            | メガン・ショーネシー         | カーラ・ブラック レネ・スタブス                 | 6–2, 6–3          |
| 優勝   | 4.  | 2006年2月19日 | アントワープ         | カーペット (室内) | カタリナ・スレボトニク       | ステファニー・フォレッツ ミハエラ・クライチェク | 6–1, 6–1          |
| 準優勝 | 6.  | 2006年9月7日  | 全米オープン         | ハード            | カタリナ・スレボトニク       | ナタリー・ドシー ベラ・ズボナレワ               | 6–7, 5–7          |
| 優勝   | 5.  | 2007年1月6日  | ゴールドコースト     | ハード            | カタリナ・スレボトニク       | イベタ・ベネソバ ガリナ・ボスコボワ             | 6–3, 6–4          |
| 優勝   | 6.  | 2007年9月9日  | 全米オープン         | ハード            | ナタリー・ドシー             | 詹詠然 荘佳容                                   | 6–4, 6–2          |
| 準優勝 | 7.  | 2007年10月7日 | シュトゥットガルト   | ハード            | 詹詠然                       | クベタ・ペシュケ レネ・スタブス                 | 7-6, 6-7, [2-10]  |
| 優勝   | 7.  | 2008年1月5日  | ゴールドコースト     | ハード            | アグネシュ・サバイ           | 晏紫 鄭潔                                       | 6–1, 6–2          |
| 優勝   | 8.  | 2008年3月22日 | インディアンウェルズ | ハード            | エレーナ・ベスニナ           | 晏紫 鄭潔                                       | 6–1, 1–6, [10-8]  |
| 優勝   | 9.  | 2011年3月6日  | クアラルンプール     | ハード            | ガリナ・ボスコボワ           | ノッパワン・ラトチェワカーン ジェシカ・ムーア   | 7–5, 2–6, [10–5]  |

## 4大大会シングルス成績
略語の説明
| W | F | SF | QF | #R | RR | Q# | LQ | A | Z# | PO | G | S | B | NMS | P | NH |

W=優勝, F=準優勝, SF=ベスト4, QF=ベスト8, #R=#回戦敗退, RR=ラウンドロビン敗退, Q#=予選#回戦敗退, LQ=予選敗退, A=大会不参加, Z#=デビスカップ/BJKカップ地域ゾーン, PO=デビスカップ/BJKカッププレーオフ, G=オリンピック金メダル, S=オリンピック銀メダル, B=オリンピック銅メダル, NMS=マスターズシリーズから降格, P=開催延期, NH=開催なし.
| 大会           | 2002 | 2003 | 2004 | 2005 | 2006 | 2007 | 2008 | 2009 | 2010 | 2011 | 通算成績 |
| -------------- | ---- | ---- | ---- | ---- | ---- | ---- | ---- | ---- | ---- | ---- | -------- |
| 全豪オープン   | A    | 1R   | 3R   | 2R   | 2R   | 3R   | 1R   | F    | 4R   | 1R   | 15–9     |
| 全仏オープン   | A    | 1R   | 2R   | 1R   | QF   | 4R   | F    | F    | 1R   | A    | 20–8     |
| ウィンブルドン | LQ   | 1R   | 1R   | 3R   | 3R   | 2R   | 3R   | SF   | A    | A    | 14–8     |
| 全米オープン   | 2R   | 4R   | 1R   | 1R   | QF   | 4R   | SF   | 3R   | 1R   | A    | 18–9     |